# 瑞安·克劳泽
瑞安·克劳泽（英語：Ryan Crouser，1992年12月18日—）是一名美国田径运动员，主攻铅球。他是2016年里约奥运会和2020年东京奥运会的男子铅球冠军，2022年和2023年世锦赛金牌得主，拥有世界纪录及历史前15好成绩中的11个（截至2023年8月），被认为是史上最了不起的铅球选手。

## 生平
瑞安·克劳泽出生于一个投掷运动世家。祖父是业余标枪选手。父亲差一点代表美国队参加奥运会铁饼比赛，二叔是NCAA铅球和铁饼冠军，三叔和表哥都参加过奥运会标枪比赛。瑞安·克劳泽年轻时就展现出优秀的冲刺和弹跳力，后来才转向投掷。2009年，他在世界青少年（U18）田径锦标赛上夺得铅球、铁饼两项冠军。2011年，他进入德克萨斯大学奥斯汀分校就读，一方面继续田径训练，另一方面不荒废学业，用五年时间取得了金融学硕士学位。2016年夏天，刚从学校毕业后不久，克劳泽在里约奥运会上一鸣惊人，夺得男子铅球冠军并打破奥运会纪录。2019年，克劳泽在一场极其激烈的世锦赛铅球比赛中以1厘米之差摘得银牌，这场比赛标志着铅球黄金时代的到来，众人纷纷向保持了约三十年的世界纪录发起冲击。2021年6月18日，克劳泽在奥运选拔赛上投出23.30公尺，率先打破世界纪录。随后在东京奥运会上以六投全都破奥运纪录的惊人表现夺得金牌。2023年，克劳泽进一步优化技术动作，将滑步与旋转加以结合，再次打破世界纪录，随后在世锦赛上又投出历史第二好成绩，成功摘金。

## 大赛成绩
| 年份 | 比赛                 | 地点               | 项目            | 排名 | 决赛成绩（公尺） |
| ---- | -------------------- | ------------------ | --------------- | ---- | ---------------- |
| 2009 | 世界青少年田径锦标赛 | 義大利布雷萨诺内   | 铁饼（1.5千克） |      | 61.64            |
| 2009 | 世界青少年田径锦标赛 | 義大利布雷萨诺内   | 铅球（5千克）   |      | 21.56            |
| 2016 | 奥林匹克运动会       | 巴西里约热内卢     | 铅球            |      | 22.52            |
| 2017 | 世界田径锦标赛       | 英国伦敦           | 铅球            | 6    | 21.20            |
| 2018 | 国际田联洲际杯       | 捷克俄斯特拉发     | 铅球            | 5    | 21.63            |
| 2019 | 世界田径锦标赛       | 多哈               | 铅球            |      | 22.90            |
| 2021 | 奥林匹克运动会       | 日本东京           | 铅球            |      | 23.30            |
| 2022 | 世界室内田径锦标赛   | 塞爾維亞贝尔格莱德 | 铅球            |      | 22.44            |
| 2022 | 世界田径锦标赛       | 美国尤金           | 铅球            |      | 22.94            |
| 2023 | 世界田径锦标赛       | 匈牙利布达佩斯     | 铅球            |      | 23.51            |